# Daydream café
（中文直譯：白日梦咖啡厅）是Petit Rabbit's於2014年5月18日發行的歌曲。由畑亚貴作詞，大久保薰作曲。

## 音乐性
作为电视动画《請問您今天要來點兔子嗎？》的片头曲，此歌的歌詞与动画内容一样给人可爱的感觉，如佐藤聪美便对副歌部分以兔为意象的表现印象深刻。由于歌词中有类似对话及台词的表现，收录过程中佐倉綾音感到有些困难，而水瀨祈亦有看丢歌词等经历，同时为表现出智乃的味道下了一番功夫。
PV未在专门布景，而是在实际的咖啡厅拍摄，包含成员5人的舞蹈画面及各成员的单独画面，如佐倉在其部分中就有吃了很多面包的场景。

## 单曲发售
2014年5月28日，由NBC Universal以初回限定盤（GNCA-0330）及通常盤（GNCA-0331）2種形态发售。初回限定盤附有DVD，收录PV、制作过程及电视广告。
初回限定盤封面为成员5人的合照，通常盤封面为5人动画中配音角色的插画。

## 评价及反响
音乐杂志《LisAni！》的上田繭子评价为「畑 亚貴×大久保 薰的全方位无间隙之作，『可爱』之『可爱』为『可爱』而打造的流行曲」。
作品爱好者将此歌歌词最初的（心蹦蹦跳）与其他网络迷因合成为（啊＾〜我的心蹦蹦地跳啊＾〜）并传播，该流行语在当年的「網路流行語大賞2014」中获第4名。
2017年，在NHK举办的特别企划日本动画100之“最佳动画歌曲100”投票中获第20名。2019年3月1日，在日本索尼音樂娛樂举办的动画歌曲人气投票活动「平成动画歌曲大赏」获作詞賞（2010年－2019年）。

## 单曲收录内容
| CD单曲   | CD单曲                        | CD单曲   | CD单曲   | CD单曲 |
| 曲序     | 曲目                          |          | 作曲     | 时长   |
| -------- | ----------------------------- | -------- | -------- | ------ |
| 1.       | Daydream café                 | 畑亚貴   | 大久保薰 | 3:48   |
| 2.       | 日常装饰（）                  |          | 大隅知宇 | 4:22   |
| 3.       | Daydream café（Instrumental） |          |          | 3:46   |
| 4.       | 日常装饰（Instrumental）（）  |          |          | 4:22   |
| 总时长： | 总时长：                      | 总时长： | 总时长： | 16:21  |

| DVD（初回限定盤） | DVD（初回限定盤）          |
| 曲序              | 曲目                       |
| ----------------- | -------------------------- |
| 1.                | Daydream café（MV）        |
| 2.                | Daydream café（MV Making） |
| 3.                | Daydream café（TV SPOT）   |

## 排行榜
| 排行榜（2014年）                  | 最高名次 |
| --------------------------------- | -------- |
| Oricon                            | 11       |
| Billboard JAPAN Hot 100           | 11       |
| Billboard JAPAN Hot Animation     | 3        |
| Billboard JAPAN Hot Singles Sales | 6        |
| Sound Scan Japan（初回限定盤）    | 8        |

## 翻唱
- Poppin'Party：2019年4月26日收录于游戏《BanG Dream! 少女樂團派對》，为与《請問您今天要來點兔子嗎？》合作企划的一環[13]。CD首次收录于同年12月发售的专辑。

## 脚注
1. 1 2  . Tower Records.   [2014-12-17]. （原始内容存档于2014-12-17）.
2. 1 2  . ORICON STYLE. Oricon.   [2014-12-17]. （原始内容存档于2014-12-22）.
3. 1 2  聲優Animedia6月号 2014，第11頁.
4. ↑  聲優Animedia6月号 2014，第12頁.
5. ↑  . . . 2015-03-26  [2015-05-04]. （原始内容存档于2015-04-29）.
6. ↑  . . 2014-09-26  [2015-05-04]. （原始内容存档于2015-05-20）.
7. ↑  non. . . 2014-12-01  [2015-05-04]. （原始内容存档于2015-04-23）.
8. ↑  . Sony Music Entertainment.   [2019-03-08]. （原始内容存档于2019-03-02）.
9. ↑  . Billboard JAPAN. .   [2014-12-17]. （原始内容存档于2014-12-17）.
10. ↑  . Billboard JAPAN. .   [2014-12-17]. （原始内容存档于2014-12-17）.
11. ↑  . Billboard JAPAN. .   [2014-12-17]. （原始内容存档于2014-12-17）.
12. ↑  . Phile-web. 音元出版（日语：音元出版）.   [2014-12-17]. （原始内容存档于2014年12月17日）.
13. ↑  bang_dream_gbp的2019年4月15日的推文、. Retrieved 2019-04-17.